# Natació als Jocs Olímpics d'Estiu de 1928
Als Jocs Olímpics de 1928 celebrats a la ciutat d'Amsterdam (Països Baixos) es disputaren onze proves de natació, sis en categoria masculina i cinc en categoria femenina. Les proves es realitzaren entre els dies 4 i 11 d'agost de 1928.

## Participants
182 nedadors de 28 nacions diferents hi van prendre part. Chile, Irlanda, Panamà, les Filipines i Polònia van participar en natació per primera vegada.
| - Alemanya (19) - Argentina (4) - Austràlia (5) - Àustria (3) - Bèlgica (5) - Canadà (6) - Dinamarca (5) - Espanya (5) - Estats Units (23) - Filipines (2) |  | - Finlàndia (1) - França (13) - Hongria (8) - Irlanda (2) - Itàlia (5) - Japó (10) - Luxemburg (3) - Noruega (1) - Nova Zelanda (4) |  | - Països Baixos (1) - Panamà (1) - Polònia (2) - Regne Unit (21) - Sud-àfrica (5) - Suècia (9) - Suïssa (1) - Txecoslovàquia (1) - Xile (4) |

## Resum de medalles

### Categoria masculina
| Prova                     | Or                                                                           | Or      | Argent                                                             | Argent  | Bronze                                                                | Bronze  |
| 100 m lliures detalls     | Johnny Weissmuller                                                           | 0:58.6  | István Bárány                                                      | 0:59.8  | Katsuo Takaishi                                                       | 1:00.0  |
| 400 m lliures detalls     | Alberto Zorrilla                                                             | 5:01.6  | Andrew Charlton                                                    | 5:03.6  | Arne Borg                                                             | 5:04.6  |
| 1.500 m lliures detalls   | Arne Borg                                                                    | 19:51.8 | Andrew Charlton                                                    | 20:02.6 | Clarence Crabbe                                                       | 20:28.8 |
| 100 m esquena detalls     | George Kojac                                                                 | 1:08.2  | Walter Laufer                                                      | 1:10.0  | Paul Wyatt                                                            | 1:12.0  |
| 200 m braça detalls       | Yoshiyuki Tsuruta                                                            | 2:48.8  | Erich Rademacher                                                   | 2:50.6  | Teofilo Yldefonzo                                                     | 2:56.4  |
| 4 x 200 m lliures detalls | Estats UnitsAustin Clapp · George Kojac · Walter Laufer · Johnny Weissmuller | 9:36.2  | JapóNobuo Arai · Tokuhei Sada · Katsuo Takaishi · Hiroshi Yoneyama | 9:41.4  | CanadàGarnet Ault · Frederick Bourne · Walter Spence · James Thompson | 9:47.8  |

### Categoria femenina
| Prova                     | Or                                                                                  | Or     | Argent                                                               | Argent | Bronze                                                                   | Bronze |
| 100 m lliures detalls     | Albina Osipowich                                                                    | 1:11.0 | Eleanor Garatti                                                      | 1:11.4 | Joyce Cooper                                                             | 1:13.6 |
| 400 m lliures detalls     | Martha Norelius                                                                     | 5:42.8 | Maria Johanna Braun                                                  | 5:57.8 | Josephine McKim                                                          | 6:00.2 |
| 100 m esquena detalls     | Maria Johanna Braun                                                                 | 1:22.0 | Ellen King                                                           | 1:22.2 | Joyce Cooper                                                             | 1:22.8 |
| 200 m braça detalls       | Hilde Schrader                                                                      | 3:12.6 | Marie Baron                                                          | 3:15.2 | Charlotte Mühe                                                           | 3:17.6 |
| 4 x 100 m lliures detalls | Estats UnitsEleanor Garatti · Adelaide Lambert · Martha Norelius · Albina Osipowich | 4:47.6 | Regne UnitMargaret Cooper · Ellen King · Sarah Stewart · Iris Tanner | 5:02.8 | Sud-àfricaMarie Bedford · Freddie Goes · Rhoda Rennie · Kathleen Russell | 5:13.4 |

## Medaller
| Posició | País          | Or | Argent | Bronze | Total |
| 1       | Estats Units  | 6  | 2      | 3      | 11    |
| 2       | Països Baixos | 1  | 2      | 0      | 3     |
| 3       | Alemanya      | 1  | 1      | 1      | 3     |
| 3       | Japó          | 1  | 1      | 1      | 3     |
| 5       | Suècia        | 1  | 0      | 1      | 2     |
| 6       | Argentina     | 1  | 0      | 0      | 1     |
| 7       | Regne Unit    | 0  | 2      | 2      | 4     |
| 8       | Austràlia     | 0  | 2      | 0      | 2     |
| 9       | Hongria       | 0  | 1      | 0      | 1     |
| 10      | Canadà        | 0  | 0      | 1      | 1     |
| 10      | Filipines     | 0  | 0      | 1      | 1     |
| 10      | Sud-àfrica    | 0  | 0      | 1      | 1     |